# Volby do Evropského parlamentu v Itálii 2009
Volby do Evropského parlamentu 2009 v Itálii proběhly v sobotu 6. a v neděli 7. června 2009. Na základě výsledků voleb zasedlo 72 italských zástupců v Evropském parlamentu s mandátem do roku 2014.

## Volební obvody
- Severozápad: Val d'Aoste, Piemont, Lombardie, Ligurie
- Severovýchod:
- Střed: Toskánsko
- Jih:
- Ostrovy: Sicílie, Sardinie

## Výsledky voleb
| Strana                                                                                             | Frakce v EP | Hlasy      | v %    | Mandáty | +/- |
| -------------------------------------------------------------------------------------------------- | ----------- | ---------- | ------ | ------- | --- |
| Lid svobody, Il Popolo della Libertà                                                               | EPP         | 10 807 327 | 35,26  | 29      |     |
| Demokratická strana, Partito Democratico                                                           |             | 8 007 854  | 26,13  | 21      |     |
| Liga severu, Lega Nord                                                                             |             | 3 126 915  | 10,20  | 9       |     |
| Itálie hodnot, Italia dei Valori                                                                   | ALDE        | 2 452 569  | 8,00   | 7       |     |
| Unie křesťanských a středových demokratů, Unione dei Democratici Cristiani e Democratici di Centro | EPP         | 1 996 901  | 6,51   | 5       |     |
| Jihotyrolská lidová strana, Südtiroler Volkspartei                                                 | EPP         | 143 027    | 0,46   | 1       |     |
| Antikapitalistický list, Lista Anticapitalista                                                     |             | 1 038 247  | 3,38   | 0       |     |
| Levice a svoboda, Sinistra e libertà                                                               |             | 958 458    | 3,12   | 0       |     |
| Kandidátka Marka Pannelly, Lista Marco Pannella                                                    |             | 743 273    | 2,42   | 0       |     |
| Pól autonomie, Polo dell'Autonomia                                                                 |             | 682 046    | 2,22   | 0       |     |
| Sociální hnutí Plamen trikolóry, Movimento Sociale Fiamma Tricolore                                |             | 244 982    | 0,79   | 0       |     |
| Komunistická strana pracujících, Partito Comunista dei Lavoratori                                  |             | 166 317    | 0,54   | 0       |     |
| Nová síla, Forza Nuova                                                                             |             | 146 619    | 0,47   | 0       |     |
| Liberální demokraté, Liberal Democratici                                                           |             | 71 218     | 0,23   | 0       |     |
| Valdostánská unie, Union valdôtaine                                                                |             | 32 926     | 0,10   | 0       |     |
| Autonomie svoboda demokracie, Autonomie Liberté Démocratie                                         |             | 27 086     | 0,08   | 0       |     |
| Celkem                                                                                             |             | 30 645 765 | 100,00 | 72      |     |